# DeJuan Wheat
DeJuan Shontez Wheat (Louisville, 14 ottobre 1973) è un ex cestista statunitense, professionista nella NBA, in Venezuela e in Messico.

## Carriera
È stato selezionato dai Los Angeles Lakers al secondo giro del Draft NBA 1997 (51ª scelta assoluta).